# Курсел сир Нијед
Курсел сир Нијед (фр. Courcelles-sur-Nied) насеље је и општина у североисточној Француској у региону Лорена, у департману Мозел која припада префектури Мец Кампањ.
По подацима из 2011. године у општини је живело 1041 становника, а густина насељености је износила 205,73 становника/km². Општина се простире на површини од 5,06 km². Налази се на средњој надморској висини од 240 метара (максималној 265 m, а минималној 215 m).

## Демографија
| 1962. | 1968. | 1975. | 1982. | 1990. | 1999. | 2011. |
| ----- | ----- | ----- | ----- | ----- | ----- | ----- |
| 340   | 340   | 621   | 868   | 824   | 895   | 1.041 |

График промене броја становника у току последњих година